# Villa Romana di Bagnoli

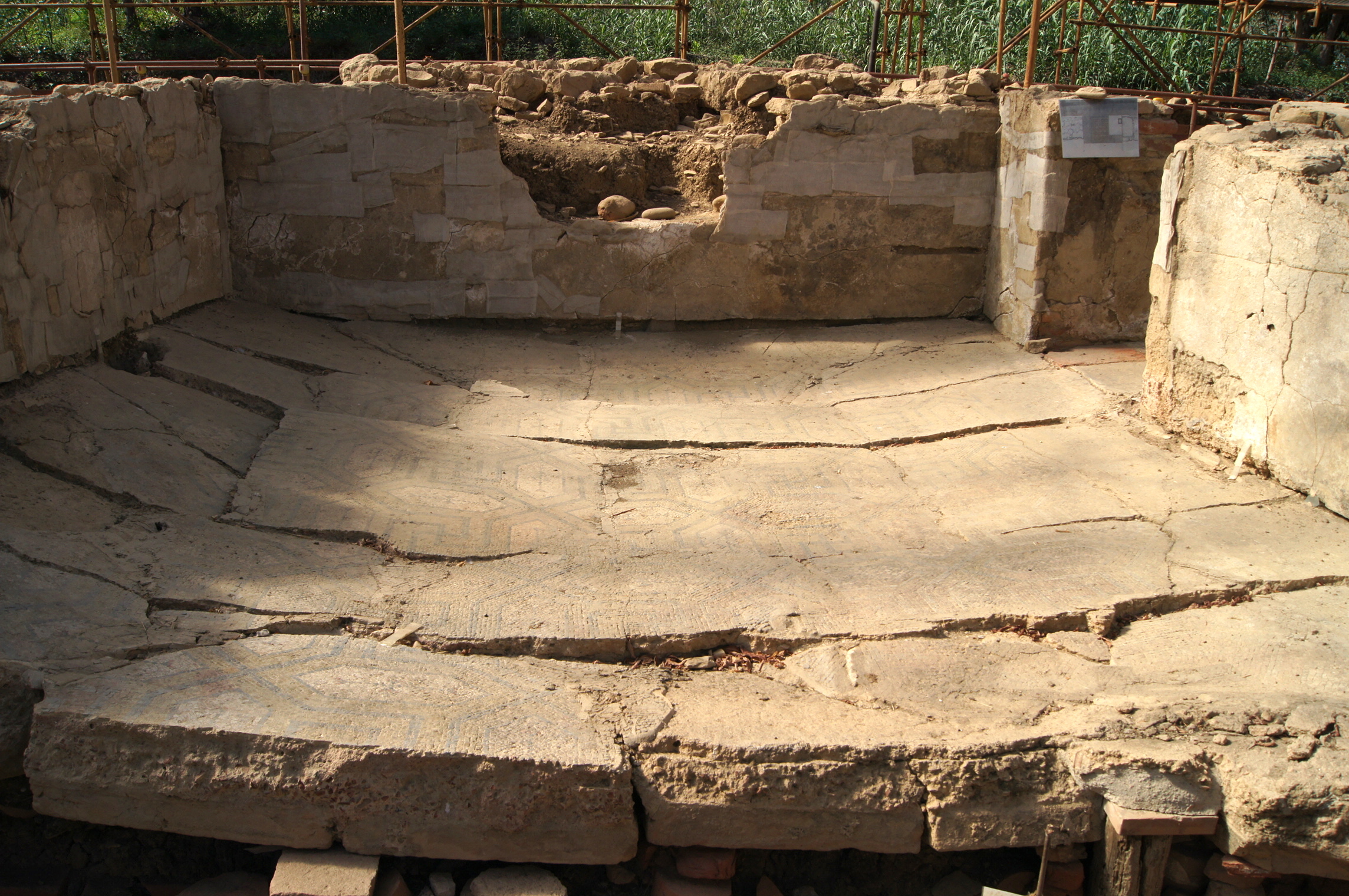
Deel van de Villa Romana in Capo d'Orlando: de thermen

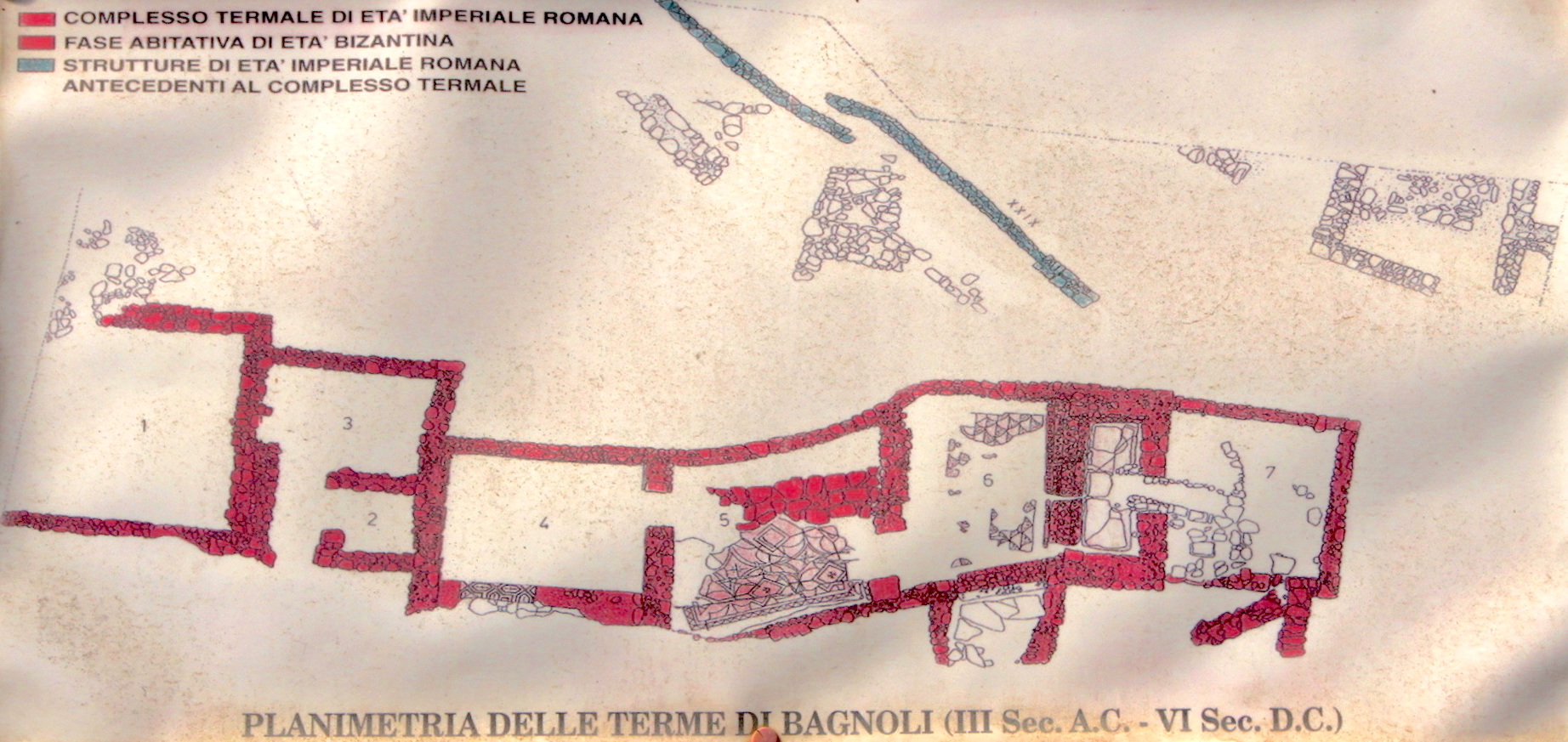
Plattegrond van de thermen

Een Villa Romana of Romeinse Villa stond in Bagnoli, dat een wijk is van Capo d'Orlando aan de Siciliaanse noordkust. Het is een archeologische site die resten blootlegt van een zeevilla van gegoede Romeinen uit de Keizertijd. 
Wat is bloot gelegd van de villa zijn de thermen. Vandaar wordt ook de naam Thermen van Bagnoli gebruikt of in het Italiaans Terme di Bagnoli.

## Historiek
Aan de noordkust stonden meerdere villa’s aan de zee. Deze van Capo d’Orlando werd gebouwd in het begin van de 3e eeuw. De thermen maakten deel van het villacomplex. Twee aardbevingen, die te situeren zijn in de 4e en 5e eeuw hebben de baden onbruikbaar gemaakt.
Tijdens het Byzantijns bestuur over Sicilië werden de thermen als een soort schuur gebruikt, meer bepaald aan het eind van de 5e eeuw en het eerste kwart van de 6e eeuw. De kleedkamer bleef in gebruik. Er verrezen enkele muren buiten de thermen. De Byzantijnen gebruikten het terrein als begraafplaats, aangezien er vier graven zijn ontdekt uit deze tijd.
Nadien geraakte het complex in verval.
In 1986 vonden er graafwerken plaats. Deze ruimden het terrein voor een parkeergarage. Toevallig vonden arbeiders deze thermen. Het werd een archeologische site. De eigenlijke villa konden of mochten archeologen niet bloot leggen, want deze ligt onder de grond van buildings en een verbindingsweg.

## Beschrijving
De thermen die uit acht kamers bestaan, zijn open gelegd. Drie kamers vormden het frigidarium, met de nummers 1, 2 en 3 op het schema. Het tepidarium – met het nummer 4 op het schema - was de overgangsplaats tussen koud en warm water met stroming van lauw water. Het caldarium bestond uit twee kamers; hier stonden warmwater baden en/of stoombaden. Zij hebben de nummers 5 en 6 op het schema. Het badhuis werd in zijn geheel verwarmd met warme lucht in holtes in de vloer en in buisjes in de muren. Het gaat om het bij de Romeinen bekende systeem van hypocaustum. De warme lucht circuleerde vanuit het praefurnium of stookplaats. Tevens was er een kleedkamer of apodyterium.
De enkele mozaïeken die zijn gevonden zijn gelegd in tessellatum; dit wil zeggen in tegels afgewisseld van steen en marmer. Witte en zwarte meetkundige versieringen doen denken aan Noord-Afrikaanse invloed.
Buiten de termen liggen er vier graven uit de Byzantijnse tijd. In een van hen was een gesp in verguld brons te vinden uit de 7e eeuw.